# Ottikon bei Kemptthal
Ottikon ist ein Dorf mit 463 Einwohnern im Kanton Zürich und gehört zur politischen Gemeinde Illnau-Effretikon. Der Ortsname wird oftmals mit dem Zusatz bei Kemptthal genannt, weil es im Kanton ein weiteres Ottikon bei Gossau gibt.

## Wappen
Das Ottiker Dorfwappen besteht aus zwei roten gekreuzten Pfeilen auf silbernem Grund.

## Geographie

Historisches Luftbild aus 400 m von Werner Friedli von 1955

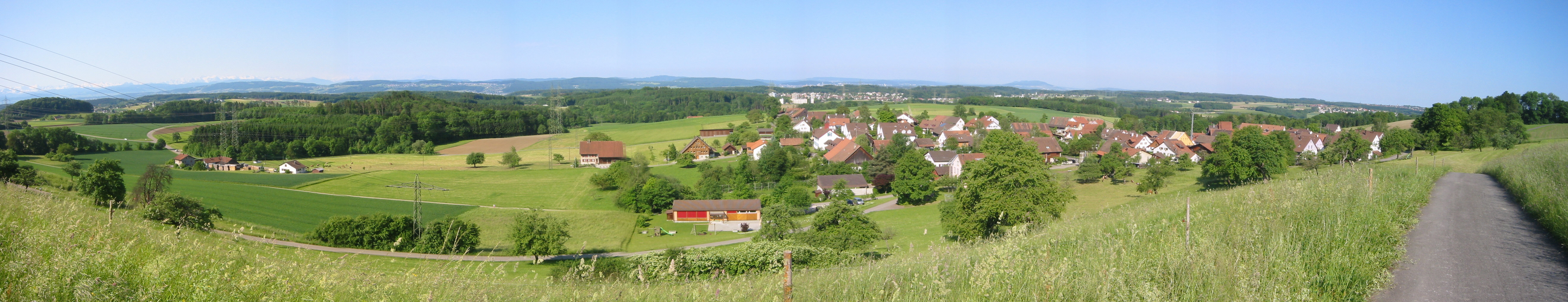
Panoramaansicht von Ottikon bei Kemptthal

Ottikon liegt in der Nähe von Winterthur im Kanton Zürich, unweit von Kyburg ZH.

## Wirtschaft
Ottikon hat einige Betriebe:
| - ca. 10 Bauernbetriebe - Restaurant Traube - Schreinerei Meili - Dachdecker und Zimmerei Morf - Zimmerei und Sägerei Manser - Seiler Holzbau | - Gärtnerei Ott - Möbelrestaurator Sutter - Kutschen-Restauration Enderli - Volg Ottikon - Isolation/Sanierung/Brandschutz: Baracchi/Meier - Brun Baumpflege |

## Geschichte

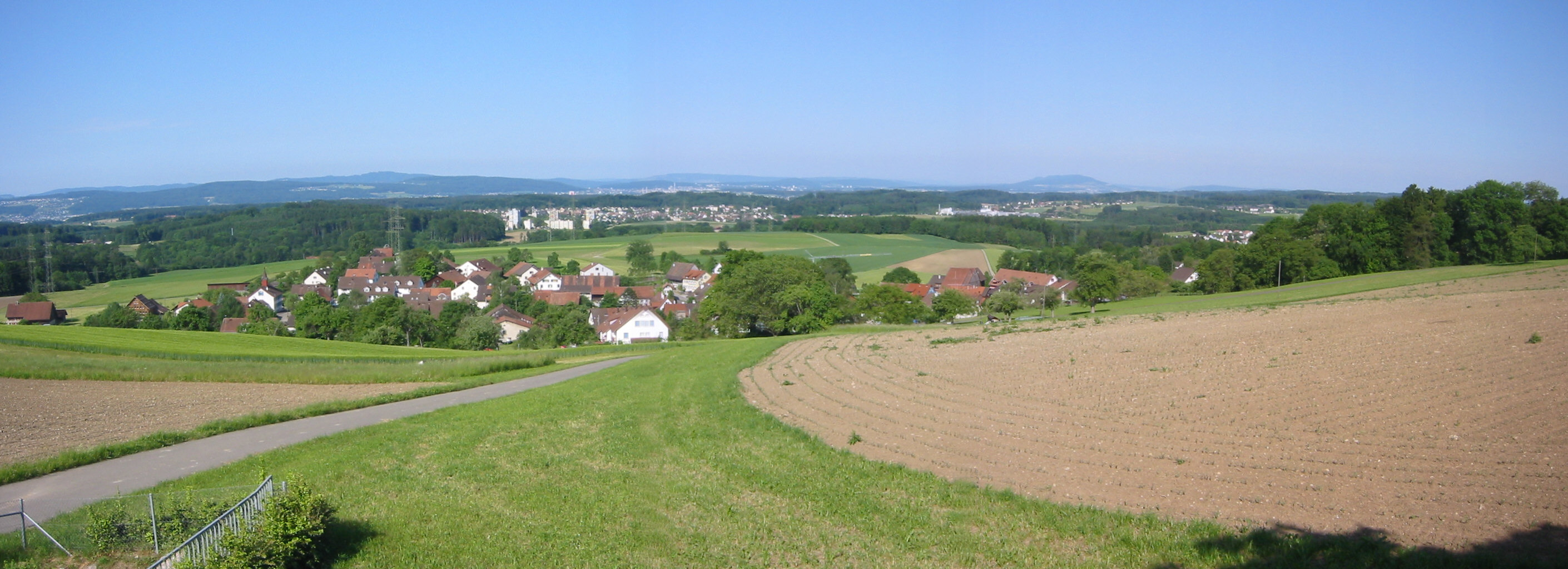
Panoramaansicht von Ottikon bei Kemptthal

Ottikon war ein Dorf der Grafschaft Kyburg.
Das Bundesamt für Statistik (BFS) führte Ottikon unter der BFS-Nummer 0174.

## Schulen
- Oberes Schulhaus (Unterstufe)
- Kindergarten Ottikon (Kindergarten)
- Unteres Schulhaus (Mittelstufe)
- Musikschule

## Vereine
In Ottikon gibt es mehrere Vereine. Während der Frauenverein Ottikon alle Frauen des Dorfes vereint, vereint der Männerchor Ottikon sozusagen alle Männer. Weitere Vereine sind gemischt, dazu gehören die Armbrustschützen Ottikon, der Langlaufclub Chrattebach Ottikon und die Schützengesellschaft Ottikon. Im Jahr 2013 wurde der Verein Hütteschüür gegründet. Dieser hat den Bau und späteren Betrieb eines Vereinslokals für die Dorfvereine zum Zweck. Gemeinsam organisieren die Vereine die Feste in Ottikon.
Sportanlässe sind das Ottiker Radquer und das Volksschiessen mit Armbrust, Kleinkaliber oder im 300 Meter Stand.